# Liolaemus pleopholis
Liolaemus pleopholis — вид ігуаноподібних ящірок родини Liolaemidae. Ендемік Чилі.

## Поширення і екологія
Liolaemus pleopholis мешкають в регіоні Арика-і-Паринакота на півночі Чилі, в районі річки Косапілья, міста Чукуйо і солончака Салар-де-Сурір. Вони живуть у високогірній піщаній пустелі Альтіплано. Зустрічаються на висоті від 4240 до 4400 м над рівнем моря. Є всеїдними і живородними.